# Andrés Pato Bernal
Andrés Pato Bernal (Cadis, 25 d'agost de 1980) és un futbolista andalús, que ocupa la posició de defensa. Ha estat internacional espanyol en categories inferiors.

## Carrera esportiva
Després de destacar com a jove promesa a l'equip de Puerto Real, al 98/99 arriba a fer la pretemporada amb el filial de l'Atlètic de Madrid, sense debutar-hi i sent cedit al Real Ávila. A l'any següent apareix en Segona Divisió amb el Llevant UE, però tot just disputa dos partits, sent cedit al Xerez CD al gener del 2000.
Al conjunt xeresista, que estava a la Segona B, va signar una gran temporada, que va alçar l'interès d'equips més importants. Finalment, es va incorporar al Màlaga CF. Però, no va tenir massa sort i no debutaria amb els andalusos a la màxima categoria fins a la jornada 37, tot eixint a deu minuts del final i sent expulsat al descompte. La temporada 01/02 desapareix del primer equip i milita al filial.
Seria cedit al Córdoba CF a la campanya 02/03, on jugaria 33 partits. El Málaga el va recuperar per al seu filial, que en aquella època també militava a la categoria d'argent, però només hi apareix en deu partits, la majoria de suplent.
Va romandre allunyat dels terrenys de joc entre el 2004 i el 2006, any en el qual retorna al Puerto Real.